# Jacques Offenbach

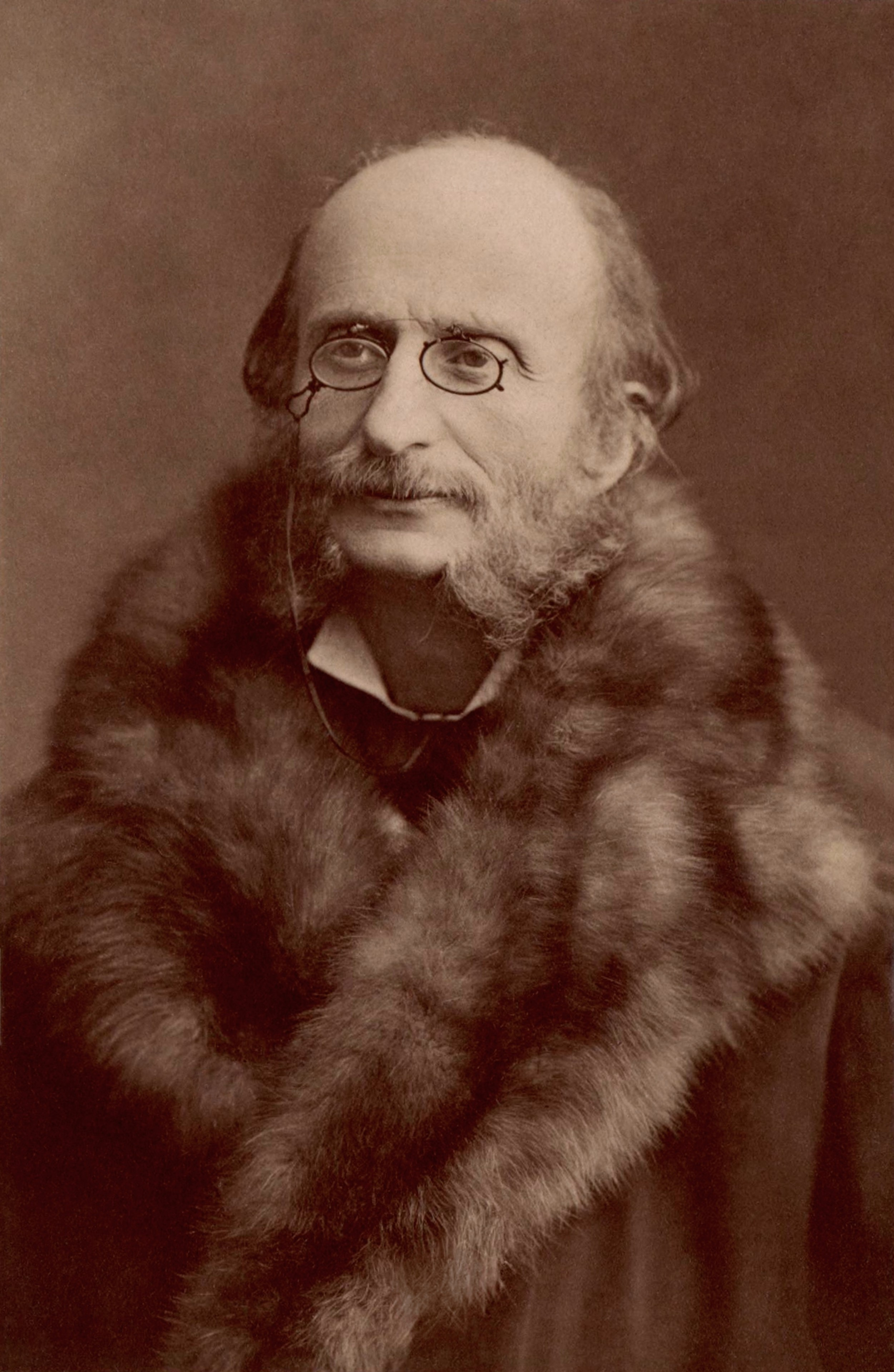
Jacques Offenbach

Jacques Offenbach, född Jakob Levy Eberst den 20 juni 1819 i Köln, död den 5 oktober 1880 i Paris, var en tyskfödd kompositör av judisk börd verksam i Paris.

## Biografi
Offenbach var son till en kantor i Kölns synagoga. Han spelade tidigt cello i familjetrion, som uppträdde på caféer. 1833 tog fadern honom till Paris, där han började studier på Musikkonservatoriet som pågick fram till 1837. Då fick han anställning som cellist vid Opéra-Comique och efter några år som fri musiker blev han kapellmästare vid Théàtre Français 1849-1855.
Han startade 1855 en egen teater, Bouffes-Parisiens, som han ledde fram till 1866. Därefter var han huvudsakligen verksam som komponist. Efter att ha skrivit ett antal enaktare, kom genombrottet med Orfeus i underjorden (1858). Han var därmed etablerad som Paris kvickaste musiker och hans premiärer var stora begivenheter, speciellt eftersom han behandlade sin samtid i satirens form.
Orfeus i underjorden blev inledningen till en serie stora "offenbachiader", bland dem Sköna Helena (1864) och Riddar Blåskägg (1866), i själva verket de första operetterna i nutida mening. Kuplett, körrefräng och dans är viktiga inslag. Parodi och satir spelar också en stor roll.
Offenbach samarbetade med bl. a. textförfattarna Meilhac och Halévy, vilka skrev utmärkta texter även till operetter som Storhertiginnan av Gérolstein (1867) och Frihetsbröderna (1869). Sammanlagt skrev Offenbach mer än hundra verk för scenen. Under sina sista år arbetade han på en opera vars libretto bygger på berättelser av E. T. A. Hoffmann. Den förelåg vid hans död i ett mycket oordnat skick. Fullbordad och arrangerad på olika sätt av andra är den ett mästerverk som fortfarande håller sig vid liv på all världens operascener: Contes d'Hoffmann (egentligen Hoffmanns berättelser, genom felöversättning via danskan i Sverige kallad Hoffmanns äventyr).

## Eftermäle
Asteroiden 10820 Offenbach är uppkallad efter honom.

## Scenverk (urval)
- Pascal et Chambord. Paris 1839. Vådevill i en akt (text: Burgeois och Brisebarre).
- L'Alcôve . Paris 1847. Opéra comique i en akt. (text: de Forges och de Leuven).
- Pépito. Paris 1853. Opéra comique i en akt. (text: Battu och Moinaux).
- Les Deux Aveugles. Paris 1855. Musikaliskt buffoneri i en akt (text: Moinaux).
- Entrez, Messieurs, Mesdames. Paris 1855. Prolog vid öppnandet av Bouffes (text: Halévy).
- Le Violoneux. Paris 1855. Efter en legend från Bretagne i en akt (text: Mestépès och Chevalet).
- Ba-ta-clan. Paris 1855. Musikaliskt kineseri i en akt (text: Halévy).
- La Rose de Saint-Flour. Paris 1856. Operett i en akt (text: Carré).
- Tromb-al-ca-zar ou les Criminels dramatiques. Paris 1856. Musikaliskt buffoneri i en akt. (text: Dupeuty och Bourget).
- Le 66. Paris 1856. Operett i en akt. (text: de Forges).
- Le Financier et le Savetier. Paris 1856. Operett i en akt. (text: Crémieux)
- La Bonne d'enfant. Paris 1856. Operett i en akt. (text: Bercioux)
- Croquefer, ou le Dernier des paladins. Paris 1857. Opera buffa i en akt (text: Jaime och Tréfeu).
- Vent-du-Soir ou l'Horrible Festin. Paris 1857. Operett i en akt (text: Gille).
- Une demoiselle en loterie . Paris 1857. Operett i en akt (text: Jamie och Crémieux).
- Le Mariage aux lanternes. Paris 1857. (Förlovning vid lyktsken. Stockholm 1860.) Operett i en akt (text: Carré och Battu).
- Mesdames de la Halle. Paris 1858. Operett i en akt (text: Lapointe).
- La Chatte métamorphosée en femme. Paris 1858. Operett i en akt (text: Scribe).
- Orphée aux Enfers. Paris 1858. (Orfeus i underjorden. Stockholm 1860.) Opéra bouffe i två akter, 4 bilder (text: Crémieux).
- Un mari à la porte. Paris 1859. Operett i en akt (text: Delacour).
- Geneviève de Brabant. Paris 1859. Opéra bouffe i två akter, 7 bilder (text: Jaime och Tréfeu).
- Daphnis et Chloé. Operett i en akt (text: Clairville).
- Le Carnaval des Revues. Paris 1860. Revy i en akt (text: Grangé, Gille och Halévy)
- Le Papillon. Paris 1860. Balett i två akter, 4 bilder (text: Taglioni och St. Georges).
- Barkouf. Paris 1860. Komisk opera i tre akter (text: Scribe och Boisseau).
- La Chanson de Fortunio. Paris 1861. (Fortunios visa. Stockholm 1862.) Operett i en akt (text: Crémieux och Halévy).
- Le Pont des Soupirs. Paris 1861 (Suckarnas bro.) Operett (text: Crémieux och Halévy).
- Monsieur Choufleuri restera chez lui le.... Paris 1861. Operett i en akt (text: de Saint-Rémy).
- Apothicaire et Perruquier. Paris 1861. Operett i en akt (text: Frébault).
- Le Roman comique. Paris 1861. Operett i tre akter (text: Halévy).
- Monsieur et Madame Denis. Paris 1862. Operett i en akt (text: Laurencin).
- Les Bavards. Bad Ems 1862. Operett i två akter (text: Nuitter).
- Il signor Fagotto. Bad Ems 1863. Operett i en akt (text: Nuitter).
- Lischen et Fritzchen. Bad Ems 1863. Musikalisk dialog i en akt (text: Boisselot).
- Die Rheinnixen. Wien 1864. Stor romantisk opera i tre akter (text: von Wolzogen efter Nuitters franska original).
- Les Géorgiennes. Paris 1864. Opéra bouffe i tre akter (text: Moinaux).
- La Belle Hélène. Paris 1864. (Sköna Helena. Stockholm 1865). Opéra bouffe i tre akter (text: Meilhac och Halévy).
- Barbe-Bleue. Paris 1866. (Riddar Blåskägg. Stockholm 1867) Opéra bouffe i tre akter (text: Meilhac och Halévy).
- La Vie parisienne. Paris 1866. (Pariserliv. Stockholm 1868.) Stycke i fem akter med sång (text: Meilhac och Halévy).
- La Grande-duchesse de Gérolstein. Paris 1867. (Storhertiginnan av Gerolstein Stockholm 1867). Opera buffa i tre akter (text: Meilhac och Halévy).
- La Permission de dix heures . Paris 1867. Opéra comique i en akt (text: Mélesville).
- Robinson Crusoé. Paris 1867. Opéra comique i tre akter (text: Cormon och Crémieux).
- Le Château à Toto. Paris 1868. Opéra bouffe i tre akter (text: Halévy).
- L'Île de Tulipatan. Paris 1868. Opéra bouffe i en akt (text: Chivot och Duru).
- La Périchole. Paris 1868. (Kungen och gatusångerskan. Stockholm 1869). Opera buffa i två, senare tre, akter (text: Meilhac och Halévy).
- Vert-Vert. Paris 1869. Opéra comique i tre akter (text: Meilhac och Nuitter).
- La Princesse de Trébizonde. Baden-Baden 1869. (Prinsessan av Trapezunt. Stockholm 1871). Opera buffa i två, senare tre, akter (text: Nuitter och Tréfeu).
- Les Brigands. Paris 1869. (Frihetsbröderna. Stockholm 1870). Opéra bouffe i tre akter (text: Meilhac och Halévy).
- Boule de neige. Paris 1871. Opéra bouffe i tre akter (text: Nuitter).
- Le Roi Carotte. Paris 1872. Opéra bouffe-féeri i fyra akter, 18 bilder (text: Sardou).
- Fantasio. Paris 1872. Opéra comique i tre akter (text: de Musset).
- Les Braconniers. Paris 1873. (Tjufskyttarne. Stockholm 1873). Opéra bouffe i tre akter (text: Chivot och Duru).
- Pomme d'Api. Paris 1873. Operett i en akt (text: Halévy).
- La Jolie Parfumeuse. Paris 1873. Opéra comique i tre akter (text: Blum och Crémieux).
- Bagatelle. Paris 1874. Opéra comique i en akt (text: Blum och Crémieux).
- Madame l'archiduc. Paris 1874. Opéra bouffe i tre akter (text: Halévy).
- La Haine. Paris 1874. Drama i fem akter (text: Sardou)
- Whittington. London 1875. Opéra féeri i fyra akter (text: von Nuitter och Tréfeu till engelska av Farmie).
- La Boulangère a des écus. Paris 1875. (Rika bagerskan. Stockholm 1879). Opera buffa i tre akter (text: Meilhac och Halévy).
- Le Voyage dans la lune. Paris 1875. Opéra féeri i fyra akter (text från Jules Verne av Vanlo, Leterrier och Mortier).
- La Créole. Paris 1875. Opéra comique i tre akter (text: Meilhac).
- Pierrette et Jacquot. Paris 1876. Operett i en akt (text: Noriac).
- La Boîte au lait. Paris 1876. Opéra bouffe i fyra akter (text: Noriac).
- Le Docteur Ox. Paris 1877. Opéra bouffe i tre akter (text: Gille).
- Maître Péronilla. Paris 1878. (Advokaten Peronilla. Stockholm 1905) Opera buffa i tre akter (text: Nuttier).
- Madame Favart. Paris 1878. (Stockholm 1879). Opéra comique i tre akter (text: Chivot och Duru).
- La Fille du tambour-Major. Paris 1879. (Tamburmajorens dotter. Stockholm 1879) Opéra comique i tre akter, 4 bilder (text: Chivot och Duru).
- Belle Lurette. Paris 1880. (Vackra tvätterskan. Stockholm 1881). Opera buffa i tre akter (text: Ferrier och Halévy).
- Les Contes d'Hoffmann. Paris 1881. (Hoffmanns äventyr. Stockholm 1881) Opéra fantastique i fyra akter (text: Barbier och Carré).

## Filmer med Offenbachmusik (urval)
- 1942 - Min flicka i vapenrock
- 1943 - Den stora stjärnparaden
- 1943 - Elvira Madigan
- 1951 - Tull-Bom
- 1958 - Den store amatören
- 1981 - Mephisto
- 1984 - Hotell New Hampshire
- 1985 - Falsk som vatten
- 1990 - Mr. & Mrs. Bridge
- 1994 - Prêt-à-Porter - Den nakna sanningen
- 1997 - Livet är underbart
- 1997 - Titanic
- 1999 - Topsy-Turvy
- 2001 - Moulin Rouge!
- 2003 - Looney Tunes: Back in Action
- 2011 - Midnatt i Paris